# Krystallopigi
Krystallopigi (in greco Κρυσταλλοπηγή?, in macedone Смрдеш?, Smrdeš) è una ex comunità della Grecia nella periferia della Macedonia occidentale di 573 abitanti secondo i dati del censimento 2001.
È stata soppressa a seguito della riforma amministrativa detta Programma Callicrate in vigore dal gennaio 2011 ed è ora compresa nel comune di Prespes.